# Roch Pierre François Lebreton
Roch Pierre François Lebreton, né le 11 décembre 1749 à Fougères, mort le 12 janvier 1806 à Paris (ancien 4e arrondissement), est un homme politique de la Révolution française.
Entre 1791 et 1797, il est élu député d'Ille-et-Vilaine à l'Assemblée nationale législative, à la Convention nationale, où il siège parmi les Girondins, et au au Conseil des Anciens.

## Biographie

### Mandat à la Législative
La France devient une monarchie constitutionnelle en application de la constitution du 3 septembre 1791.
Le même mois, Roch Pierre François Lebreton, alors procureur-syndic du district de Fougères, est élu député du département d'Ille-et-Vilaine, le quatrième sur dix, à l'Assemblée nationale législative.
Le 8 août 1792, il vote en faveur de la mise en accusation du marquis de La Fayette.

### Mandat à la Convention
La monarchie prend fin à l'issue de la journée du 10 août 1792 : les bataillons de fédérés bretons et marseillais et les insurgés des faubourgs de Paris prennent le palais des Tuileries. Louis XVI est suspendu et incarcéré, avec sa famille, à la tour du Temple.
En septembre 1792, Lebreton est réélu député d'Ille-et-Vilaine, le sixième sur dix, à la Convention nationale.

Il siège sur les bancs de la Gironde. Lors du procès de Louis XVI, il rejette l'appel au peuple et le sursis à l'exécution de la peine. Il répond, lors du troisième appel nominal, relatif à la peine à infliger à Louis XVI : 
Beaucoup de citoyens prétendent qu'il n'y a pas de milieu entre Louis rétabli sur le trône, ou Louis envoyé à l'échafaud. Assertion mensongère. La royauté peut être abolie, la République exister, et le roi criminel expier au Temple, ou dans une autre prison, les attentats qu'il a commis contre la liberté de la nation. Il sera un otage précieux et un moyen de résistance à l'ambition de ceux qui voudraient lui succéder. J'opine pour la réclusion à perpétuité. 
Le 13 avril 1793, il vote en faveur de la mise en accusation de Jean-Paul Marat. Celui-ci le dénonce, le 9 mai, dans son journal, comme membre de la « faction des hommes d’État ». Le 28 mai, il est absent lors du scrutin sur le rétablissement de la Commission des Douze.
Le 3 octobre, après le rapport de Jean-Pierre-André Amar (député de l'Isère), membre du Comité de sûreté générale, Lebreton est décrété d'arrestation pour avoir signé la protestation contre les journées du 31 mai et du 2 juin.
Rappelé à la Convention le 18 frimaire an III, il demanda sans succès qu'on obligeât les représentants à rendre compte de leur fortune, fit décréter (16 floréal) des indemnités de secours aux maîtres de poste pour le maintien du service des relais, fit un rapport (fructidor) au nom du comité des postes et messageries, et s'opposa (3 brumaire an IV) à la mise en liberté de Rossignol et de Daubigny.
Il fut réélu député d'Ille-et-Vilaine au Conseil des Anciens, à la pluralité des voix sur 321 votants, le 23 vendémiaire an IV, présenta un rapport (6 nivôse) sur les tarifs des postes et messageries, fut nommé (15 brumaire an V), membre de la commission chargée d'examiner la surtaxe proposée sur le port des lettres et des journaux, conclut (5 frimaire) au rejet de cette augmentation, et fut élu secrétaire du Conseil (1er fructidor) ; dans la journée du 18 fructidor, il occupa son siège de secrétaire au bureau.
Il sortit du Conseil en l'an VI, et vécut à Paris dans la retraite jusqu'à sa mort.

## Mandats
- 01/09/1791 - 20/09/1792 : Ille-et-Vilaine - Majorité
- 06/09/1792 - 26/10/1795 : Ille-et-Vilaine - Girondins

## Travaux législatifs
- Convention nationale. Idées constitutionnelles, présentées par Lebreton, député du département de l'Ille-et-Vilaine ; imprimées par ordre de la Convention nationale. Paris, Impr. nationale, thermidor an III. In-8, 18 p.
- Convention nationale. Projet de décret présenté au nom du comité des transports, postes et messageries, par Lebreton. Paris, Impr. nationale, messidor an III. In-8, 2 p.
- Convention nationale. Rapport fait au nom des trois comités des finances, commerce et agriculture réunis, sur la réunion des postes et messageries... par Lebreton. Paris, Impr. nationale, (s. d.). In-8°, 8 p.
- Convention nationale. Rapport fait au nom du comité des transports, postes et messageries, par le citoyen Lebreton. Paris, Impr. nationale, fructidor an III. In-8°, 6 p.
- Corps législatif. Conseil des Anciens. Opinion de R.-P.-F. Lebreton, etc. sur la résolution du 14 floréal dernier relative aux messageries. Séance du 28 messidor an V. Paris, Impr. nationale, an V. In-8°, 30 p.
- Corps législatif. Conseil des Anciens. Opinion de R.-P.-F. Lebreton sur la résolution du Conseil des Cinq-Cents du 17 thermidor an V relative aux domaines congéables. Séance du 9 brumaire an VI. Paris, Impr. nationale, an VI. In-8° , 10 p.
- Corps législatif. Conseil des Anciens. Rapport fait par le citoyen Lebreton, etc. sur la poste aux chevaux. Séance du 2 germinal an VI. Paris, Impr. nationale, an VI. In-8°, 11 p.
- Corps législatif. Conseil des Anciens. Rapport fait par Lebreton, sur la résolution du Conseil des Cinq-Cents relative au tarif de la poste aux lettres. Séance du 2 nivôse an V. Paris, Impr. nationale, an V. In-8°, 20 p.
- Corps législatif. Conseil des Anciens. Rapport fait par Lebreton sur la suppression des listes de candidats. Séance du 24 pluviôse an VI. Paris, Impr. nationale, an VI. In-8°, 10 p.
- Corps législatif. Conseil des Anciens. Seconde opinion de R.-P.-F. Lebreton sur la résolution du 14 floréal dernier relative aux messageries. Séance du 19 thermidor an V. Paris, Impr. nationale, an V. In-8° , 14 p.
- Opinion de M. Le Breton, etc. sur la police de sûreté générale. Paris, Impr. nationale, (s. d.). In-8° , 7 p.
- Opinion et projet de décret sur les postes et messageries, par M. Lebreton. Paris, Impr. nationale, (s. d.). In-8° , 39 p.
- Convention nationale. Opinion motivée de Lebreton, député de l'Ille-et-Vilaine, prononcée à la séance du 15 janvier 1793, l'an deuxième de la République. Imprimée par ordre de la Convention nationale. Paris, Impr. nationale [1793]. In-8°, 3 p.
- Réponse à quatre pages d'impression, distribuées par Dufay, sous le titre : "Sur les vingt-deux députés et autres connus sous le nom de la Gironde". Paris : impr. de G.-F. Galletty, (s. d.). In-8° , 4 p.

## Sources
1. ↑  Archives de Paris, « État-civil reconstitué, registre des décès, vue 47 / 51, V3E/D 866 » , sur https://archives.paris.fr (consulté le 26 juillet 2025)
2. ↑  Laurent, Émile (1819-1897), Mavidal, Jérôme (1825-1896), Pionnier, Constant (1857-1924) et Tonnier, E., « Archives parlementaires de 1787 à 1860, Première série, tome 34, Liste des députés » , sur https://gallica.bnf.fr, 1890 (consulté le 26 juillet 2025)
3. ↑  Laurent, Émile (1819-1897), Mavidal, Jérôme (1825-1896), Pionnier, Constant (1857-1924) et Tonnier, E., « Archives parlementaires de 1787 à 1860, Première série, tome 47, séance du 8 août 1792 » , sur https://gallica.bnf.fr, 1896 (consulté le 26 juillet 2025)
4. ↑  Claveau, Louis, Ducom, André Jean (1861-1923), Lataste, Lodoïs (1842-1923) et Pionnier, Constant (1857-1924), « Archives parlementaires de 1787 à 1860, Première série, tome 52, Liste des députés par départements » , sur https://gallica.bnf.fr, 1897 (consulté le 26 juillet 2025)
5. ↑  Froullé, Jacques-François (≃1734-1794) et Levigneur, Thomas (≃1747-1794), « Liste comparative des cinq appels nominaux. Faits dans les séances des 15, 16, 17, 18 et 19 janvier 1793, sur le procès et le jugement de Louis XVI [...] » , sur https://gallica.bnf.fr, 1793 (consulté le 26 juillet 2025)
6. ↑  Claveau, Louis, Ducom, André Jean (1861-1923), Lataste, Lodoïs (1842-1923) et Pionnier, Constant (1857-1924), « Archives parlementaires de 1787 à 1860, Première série, tome 57, séances du 16 et du 17 janvier 1793 » , sur https://gallica.bnf.fr, 1900 (consulté le 26 juillet 2025)
7. ↑  Claveau, Louis, Ducom, André Jean (1861-1923), Lataste, Lodoïs (1842-1923) et Pionnier, Constant (1857-1924), « Archives parlementaires de 1787 à 1860, Première série, tome 62, séance du 13 avril 1793 » , sur https://gallica.bnf.fr, 1902 (consulté le 26 juillet 2025)
8. ↑  Michel Pertué, « La liste des Girondins de Jean-Paul Marat », Annales historiques de la Révolution française, vol. 245, no 1,‎ 1981, p. 379–389 (DOI 10.3406/ahrf.1981.4254, lire en ligne, consulté le 26 juillet 2025)
9. ↑  Claveau, Louis, Ducom, André Jean (1861-1923), Lataste, Lodoïs (1842-1923) et Pionnier, Constant (1857-1924), « Archives parlementaires de 1787 à 1860, Première série, tome 65, séance du 28 mai 1793 » , sur https://gallica.bnf.fr, 1904 (consulté le 26 juillet 2025)
10. ↑  Barbier, Gaston, Claveau, Louis, Lataste, Lodoïs (1842-1923) et Pionnier, Constant (1857-1924), « Archives parlementaires de 1787 à 1860, Première série, tome 75, séance du 3 octobre 1793 » , sur https://www.persee.fr, 1909 (consulté le 26 juillet 2025)

- Dictionnaire des parlementaires français par Adolphe Robert, Edgar Bourloton et Gaston Cougny, tome 4, Lav-Pla, Bourloton éditeur, Paris, 1891.